# Prestonville
Prestonville – miasto w Stanach Zjednoczonych, w stanie Kentucky, w hrabstwie Carroll.